# Beautiful Eyes
Beautiful Eyes è un EP della cantautrice country pop statunitense Taylor Swift, contenente sei canzoni (di cui due inediti) e pubblicato nel mese di luglio del 2008 dall'etichetta discografica Big Machine Records. Ha raggiunto la nona posizione nella classifica degli album più venduti negli Stati Uniti, nonché la prima in quella degli album country.

## Tracce
Testi e musiche di Taylor Swift, eccetto dove indicato.
1. Beautiful Eyes – 2:59
2. Should've Said No (Alternate Version) – 3:45
3. Teardrops on My Guitar (Acoustic Version) – 2:56 (Taylor Swift, Liz Rose)
4. Picture to Burn – 2:55 (Taylor Swift, Liz Rose)
5. I'm Only Me When I'm with You – 3:33 (Taylor Swift, Robert Ellis Orrall, Angelo Petraglia)
6. I Heart ? – 3:17

## Successo commerciale
Nella settimana del 2 agosto 2008 Beautiful Eyes è entrato alla nona posizione della Billboard 200 con circa 45 000 copie vendute. L'EP ha trascorso in totale 20 settimane in quella classifica. Nella stessa settimana, è entrata nella classifica degli album country, sostituendo il suo album di debutto come album #1. Con l'album Taylor Swift alla seconda posizione, Taylor è diventata la prima artista ad avere due album nelle prime due posizioni di quella classifica da quando LeAnn Rimes lo fece con Blue e Unchained Melody: The Early Years. La settimana successiva l'EP scese alla seconda posizione e, in totale, trascorse 28 settimane nella classifica degli album country.

## Classifiche
| Classifica (2009) | Posizione massima |
| ----------------- | ----------------- |
| Stati Uniti       | 9                 |